# 徐泮
徐泮（1492年—？），字崇教，號横澗，河南固始縣人，明朝政治人物。

## 生平
嘉靖四年（1525年）乙酉科河南鄉試第六十六名舉人。嘉靖八年（1529年）中式己丑科會試第十八名，登第三甲第二百一十七名進士。授江陵县知县，歷官户部郎中、山东青州府、直隸河間府知府。

## 家族
曾祖徐璜；祖父徐時；父徐道。前母胡氏；前母許氏；母胡氏。慈侍下。兄源、濟、沛、激、漟。弟漢、注。